# Suazilandia en los Juegos Olímpicos de Atenas 2004
Suazilandia estuvo representada en los Juegos Olímpicos de Atenas 2004 por tres deportistas, dos hombres y una mujer, que compitieron en dos deportes.
La portadora de la bandera en la ceremonia de apertura fue la atleta Gcinile Moyane. El equipo olímpico suazi no obtuvo ninguna medalla en estos Juegos.